# Ampelocissus wightiana
Ampelocissus wightiana är en vinväxtart som beskrevs av B.V. Shetty & P. Singh. Ampelocissus wightiana ingår i släktet Ampelocissus och familjen vinväxter. Inga underarter finns listade i Catalogue of Life.